# Larry Gatlin
Larry Wayne Gatlin (Seminole, 2 mei 1948) is een Amerikaanse countrymuzikant en songwriter, die met zijn broers Steve en Rudi succesvol waren tijdens de jaren 1980 als Larry Gatlin & The Gatlin Brothers.

## Voorgeschiedenis
Het eerste publiekelijke optreden had Gatlin op 6-jarige leeftijd. Begeleid door zijn jongere broers Steve en Rudy nam hij deel aan een talentenjacht. Al vroeg ontwikkelden de drie een van de Everly Brothers afgekeken close harmony-stijl, waarmee ze overwegend gospelmuziek ten gehore brachten. Een tijdlang traden ze iedere zondag op in het programma van een plaatselijke radiozender.
Na beëindiging van zijn schooltijd wisselde Gatlin met een studiebeurs naar de University of Houston, waar hij zich aansloot bij de gospelgroep The Imperials. In Las Vegas, waar The Imperials in het kader van de Jimmy Dean-show optraden, leerde hij Dottie West kennen en stelde haar enkele zelfgeschreven songs voor. West nam twee van zijn songs op en werd voortaan zijn promotor.

## Carrière
Dottie West haalde hem begin jaren 70 naar Nashville en bezorgde hem een aanstelling als songwriter in haar nieuw opgerichte muziekuitgeverij. Daarnaast werkte hij als achtergrondzanger in de begeleidingsband van Kris Kristofferson, voor wie hij ook enkele songs schreef. Op bemiddeling van Kristofferson kreeg Gatlin in 1973 bij Monument Records een platencontract. Voor de productie van zijn eerste album The Pilgrim haalde hij zijn broers naar Nashville, die intussen samen met een zus de groep Young Country hadden opgericht. Uit het album werden enkele singles gehaald, die zich konden plaatsen in de middelste regionen van de country top-100.
Ook bij het volgende en het daaropvolgende album werkten zijn broers mee. De single Broken Lady haalde in 1976 de countryhitlijst (#5) en werd in het daaropvolgende jaar onderscheiden met een Grammy Award als beste countrysong van het jaar. In hetzelfde jaar trad Gatlin voor de eerste keer op in de Grand Ole Opry. De eerste nummer 1-hit lukte in 1978 met I Just Wish You Were Someone I Love.
In 1979 wisselde hij naar Columbia Records. Vanaf dit moment noemden de broers zich Larry Gatlin & The Gatlin Brothers. Uit de solisten met begeleidingsband was een band voortgekomen. Al de eerste single All the Gold in California haalde de toppositie van de countryhitlijst en werd single van het jaar van de Academy of Country Music. De jaren 1980 werden tot het meest succesvolle decennium van de Gatlins. Uiteraard kon bij lange na niet elke song zich plaatsen in de top 20. De volgende nummer 1-hit Houston (Means I'm One Day Closer To You) lukte pas in 1984. Vervolgens kwam er een carrière-pauze, toen Larry Gatlin tegen zijn alcohol- en drugsverslaving vocht in een ontwenningskliniek. Ook zijn broers lukte het om van hun alcoholverslaving af te komen.
De comeback lukte. Al in 1986 hadden ze met She Used To Be Somebody's Baby hun volgende top 10-hit. Sinds hun wissel naar Columbia Records oriënteerde hun muziek zich meer richting mainstream en pop. De verkoopcijfers logen er niet om. Desondanks verminderde hun populariteit aan het eind van het decennium. Een wissel naar Capitol Records kon het tij niet keren. In 1992 maakten de Gatlins hun officiële afscheidstournee (na een 10-jarige pauze startten ze vanaf 2003 weer met hun publieke optredens). Ze namen voor kleinere labels echter verder albums op. Larry Gatlin aanvaardde in 1993 een rol in de Broadway-musical Will Rogers Follies.

## Discografie

### Solo
- 1973: The Pilgrim (Monument)
- 1974: Rain-Rainbow (Monument)
- 1976: High Time (Monument)
- 1976: Larry Gatlin (With Family And Friends) (Monument)
- 1977: Love Is Just A Game (Monument)
- 1978: Oh! Brother
- 1978: Larry Gatlin's Greatest Hits Vol. 1 (Monument)

### Larry Gatlin & The Gatlin Brothers
- 1979: Straight Ahead (Columbia)
- 1980: Help Yourself (Columbia)
- 1981: Not Guilty (Columbia)
- 1982: Sure Feels Like Love (Columbia)
- 1983: A Gatlin Family Christmas (Columbia)
- 1983: Greatest Hits Vol. II (Columbia)
- 1984: Houston To Denver (Columbia)
- 1985: Smile (Columbia)
- 1986: Partners (Columbia)
- 1988: Alive And Well...Livin' In the Land Of Dreams (Columbia)
- 1990: Cookin' Up A Storm (Capitol)
- 1992: Adios (Liberty)
- 1993: Moments To Remember (Branson)
- 1997: Christmas With The Gatlins (Intersound)
- 1998: In My Life (CEMA)

- Bibliothèque nationale de France: cb13894333k (data)
- Gemeinsame Normdatei: 120720671
- International Standard Name Identifier: 0000 0000 2887 2629
- Library of Congress Control Number: n91072777
- MusicBrainz: 953f4a7b-9129-405c-a675-260dc06e73b6
- National Archives and Records Administration: 10571982
- Nationale Bibliotheek van Israël: 987007322689605171
- SNAC: w672448f
- Virtual International Authority File: 39561868
- WorldCat: E39PCjFpcbYMjr4dXQYGkxYGxP